# مارتن فويل
مارتن فويل (بالإنجليزية: Martin Foyle)‏ هو لاعب كرة قدم ومدرب كرة قدم بريطاني في مركز الهجوم، ولد في 2 مايو 1963 في سالزبوري في المملكة المتحدة. لعب مع أكسفورد يونايتد وبلاكبيرن روفرز وبورت فايل ونادي ألدرشوت ونادي ساوثهامبتون.

## وصلات خارجية
- مارتن فويل على موقع قاعدة بيانات كرة القدم.إي يو (الإنجليزية)
- مارتن فويل على موقع Soccerbase.com (لاعب) (الإنجليزية)